# Мидгард
Мидгард (нордически:Miðgarðr) е старо германско име на нашия свят, обитаван от хората, което буквално означава „Средно оградено място“.

## Етимология
Името се среща в множество древни езици от групата на германските езици. Появява се в нордическата литература като Miðgarðr. В старонемската поема Муспили името се използва като Mittilagart. Готическият вариант Midjungards се споменава в евангелието от Лука като превод на думата „земя“. В Староанглийската епическа поезия се използва Middangeard, което впоследствие се трансформира в Middellærd и Mittelerde („Средна земя“). По принцип преводът на думата като „Средна земя“ се избягва заради приликата с фентъзи творбите на Дж. Р. Р. Толкин.
Всички тези форми произлизат от старонемското „medja-gardaz“. Макар че тези два термина произлизат от индо-европейските корени „medhyo“ (среден) и „ghartos“ (ограждение, оградено място), тяхното използване заедно се среща само в германските езици. Естествено не може да се каже точно откога произлиза тази концепция за човешкия свят.
Датският и шведският вариант Midgård или Midgaard, норвежкият вариант Midgard или Midgård, както и исландският вариант Miðgarður произлизат от нордическата дума.

## Нордически
Митгард е един от деветте свята в скандинавската митология. Изобразен някъде по средата на Игдрасил, Митгард е заобиколен от свят от вода (или океан), който не може да бъде прекосен. Океанът е населяван от великото морско чудовище-змия Йормунганд (Miðgarðsormr), което е толкова голямо, че обгръща целия свят и може да докосне самата си опашка. Подобна концепция може да се види при Уроборос.
В скандинавската митология около Мидгард минава стената, обикаляща света и построена от боговете от веждите на великана Имир като защита срещу Йотуните, живеещи в Йотунхайм, на запад от Мидгард. Самият свят е създаден от кръвта и плътта на Имир, като плътта му съставя земята, а кръвта – океаните. Мидград е свързан с Асгард чрез мостът Бифрьост, който е охраняван от Хаймдал.
Според Поетичната и Прозаичната Еди Мидгард ще бъде унищожен, когато настъпи Рагнарьок – битката на края на света. Йормунганд ще се издигне от океаните, отравяйки земята и морето със своята отрова. Морето ще се надигне и ще се удари със земята. Последната битка ще бъде на полетата Вигрид, след което Мидград и почти всички създания ще бъдат унищожени и ще потънат на дъното на морето.
Макар че повечето запазени извори сочат, че Мидгард има основно духовно значение, самата дума се използва и в по-светски и ежедневни ситуации, както се споменава и в рунния камък Сьо 56 от Викингската епоха:
| Iak væit Hastæin þa Holmstæin brøðr, mænnr rynasta a Miðgarði, sattu stæin ok stafa marga æftiR Frøystæin, faður sinn. | Аз познавам Хастайн и Холмстайн, най-изкусните в руните братя в Средната земя, поставили много камъни и стълбове в памет на Фрейстайн, своя баща. |  |

## Старо- и средноанглийски
Името middangeard се среща няколко пъти в англосаксонската епическа поема Беоулф и е същото като Мидгард в нордическия език. Думата е еквивалентна по значение на гръцката дума οἰκουμένη, която означава целия обитаем свят.
Думата е използвана често и в Средноанглийския език. Пример за това:
þatt ure Drihhtin wollde / ben borenn i þiss middellærd
че нашият господар желаеше / да бъде роден в тази Средна земя.
Използването на терминът „Средна земя“ е популяризирано от Толкин в своята трилогия „Властелинът на пръстените“ и други фентъзи творби. Той е вдъхновен за използването на това наименование от споменаването на middangeard и Éarendel в староанглийската поема „Крист“.

## Старонемски
Mittilagart е споемната в поемата от IX в. Муспили със значение на „светът“, противоположността на морето и небесата:
muor varsuuilhit sih, suilizot lougiu der himil,
mano uallit, prinnit mittilagart
морето е погълнато, пламтящи горят небесата,
Луната пада, Мидгард гори